# Anthony Barry (Politiker)
Anthony „Tony“ Christopher Barry (* 26. Dezember 1913 in Cork; † 8. September 1976 ebenda) war ein irischer Politiker der Fine Gael. Von 1954 bis 1957 und von 1961 bis 1965 war er Teachta Dála (Abgeordneter) im Dáil Éireann, dem irischen Unterhaus, sowie von 1957 bis 1961 Mitglied im Seanad Éireann, dem Oberhaus im irischen Parlament (Oireachtas).

## Biografie
Barry war das älteste von elf Kindern. Die Eltern betrieben einen Lebensmittelladen in Cork und waren auf Tee und Wein spezialisiert. Während seines Lebens entwickelte Barry, später gemeinsam mit seinem Sohn Peter Barry, das Unternehmen Barry’s Tea.
Während des irischen Bürgerkriegs diente Barry im Rang eines Captain in den irischen Streitkräften. 
Von 1927 bis 1944 war er Wahlkampfmanager von William Thomas Cosgrave, dem vormaligen Präsidenten des Exekutivrats. 
Bei den Wahlen 1954 wurde er dann selbst im Wahlkreis Cork Borough in den Dáil gewählt. Er verlor den Sitz jedoch schon bei den nachfolgenden Wahlen 1957, wurde dann jedoch über die Kultur- und Bildungsliste in den Seanad Éireann gewählt. Er konnte 1961 noch einmal in den Dáil einziehen, scheiterte dann aber bei den Wahlen 1965.
Von 1961 bis 1962 war er Lord Mayor of Cork. 1967 schied er aus der Cork Corporation, dem Stadtrat von Cork aus.
Anthony Barry war ab 1925 mit Rita Costelloe verheiratet und hatte mit ihr sechs Kinder, darunter seinen Sohn Peter, der auch später Abgeordneter und Minister wurde, und seine Tochter Theresa Kelly, die von 1983 bis 1984 Bürgermeisterin von Limerick war. Seine Enkelin Deirdre Clune (Tochter von Peter) war Senatorin, Abgeordnete im Dáil und im Europäischen Parlament sowie Lord Mayor of Cork.

## Quelle
- Eintrag auf der Homepage des Oireachtas
- Eintrag auf der Seite des Dictionary of Irish Biography